# Stocznia Gdynia B42
Der Linien-Stückgutschiffstyp B42 (andere Schreibung auch B-42) der Werft Stocznia im. Komuny Paryskiej in Gdynia wurde 1965/66 für die Shipping Corporation of India gebaut.

## Geschichte
Die B42-Baureihe wurde Mitte der 1960er Jahre als Abwandlung der erfolgreichen Stocznia-Gdynia-B41-Serie entworfen. Im Dezember 1965 wurde die erste Einheit, die Vishva Mahima, an die Shipping Corporation of India abgeliefert. Bis August 1966 erhielt die indische Reederei weitere drei Einheiten der Serie, die im Liniendienst von Indien nach Europa eingesetzt wurden. Alle vier Schiffe der Serie blieben bis 1985 im Dienst der Baureederei und wurden dann zur Verschrottung veräußert.

## Technische Einzelheiten
Der Typ B42 fußte weitestgehend auf dem B41-Basisentwurf und war als Linien-Stückgutschiff ausgelegt, das im Hinblick auf das vorgesehene Fahrtgebiet auch Schwergut- und Schüttgut-Teilladungen aufnehmen konnte. Darüber hinaus waren die für Indien bestimmten Schiffe zusätzlich mit Kühlladeräumen ausgerüstet. Die Schiffe hatten fünf Laderäume, die jeweils durch eine eigene Luke bedient wurden. Der Typ B41 war als Wechseldecker ausgelegt und konnte als offener oder geschlossener Schutzdecker gefahren werden. Bei maximaler Abladung auf 8,75 m verfügte er als geschlossener Shelterdecker über eine Tragfähigkeit von etwas über 12.000 Tonnen. Die Einheiten waren auf den Transport verschiedener Stück-, Schwer-, Massen- und Kühlgütern ausgelegt. Das umfangreiche Ladegeschirr bestand aus einem 50-Tonnen-Schwergutbaum, einem 30-Tonnen-Schwergutbaum sowie weiteren 14 Ladebäumen.
Der Antrieb der Schiffe bestand aus jeweils einem Sulzer Sechszylinder-Zweitakt-Dieselmotor, der bei H. Cegielski in Lizenz entstand. Die Motoren leisteten 7200 PS und ermöglichten eine Geschwindigkeit von etwa 16 Knoten. Es standen mehrere Hilfsdiesel und ein Notdiesel-Generator zur Verfügung.
Der Typ B41 hatte kurz hinter der Schiffsmitte angeordnete Aufbauten, deren Seiten bei allen vier Einheiten einen charakteristisch geschwungenen Anbau aufwiesen. Die Schornsteine waren stromlinienförmig.

## Die Schiffe
| Schiffe des Typs B42 | Schiffe des Typs B42     | Schiffe des Typs B42 | Schiffe des Typs B42              | Schiffe des Typs B42 | Schiffe des Typs B42                                                    |
| Bauname              | Bauwerft/Baunummer       | IMO-Nummer           | Auftraggeber                      | Ablieferung          | Umbenennungen und Verbleib                                              |
| -------------------- | ------------------------ | -------------------- | --------------------------------- | -------------------- | ----------------------------------------------------------------------- |
| Vishva Mahima        | Komuny Paryskiej/ B42/01 | 6520961              | The Shipping Corporation of India | 30. Dezember 1965    | Ab 23. Juli 1985 in Bombay verschrottet.                                |
| Vishva Kalyan        | Komuny Paryskiej/ B42/02 | 6602185              | The Shipping Corporation of India | 30. April 1966       | Ab Juli 1985 bei Khan Bhai, Yusuf Bhai & Company in Alang verschrottet. |
| Vishva Vibhuti       | Komuny Paryskiej/ B42/03 | 6604779              | The Shipping Corporation of India | 18. Juni 1966        | Ab 1. Juli 1985 bei Haryana Steel Company in Bombay verschrottet.       |
| Vishva Raksha        | Komuny Paryskiej/ B42/04 | 6608440              | The Shipping Corporation of India | 18. August 1966      | Ab Februar 1987 bei Swastika Enterprises in Kalkutta verschrottet.      |
| Daten: Miramar       |                          |                      |                                   |                      |                                                                         |